# Symploce ruficollis
Symploce ruficollis är en kackerlacksart som först beskrevs av Fabricius 1787.  Symploce ruficollis ingår i släktet Symploce och familjen småkackerlackor. Inga underarter finns listade i Catalogue of Life.